# Joseph Stanek
Pour les articles homonymes, voir Stanek.
Joseph Stanek,sac, né le 6 décembre 1916 à Łapsze Niżne en Petite Pologne et mort le 23 septembre 1944 à Varsovie, est un prêtre catholique polonais de la Société d'apostolat catholique, béatifié le 13 juin 1999 par Jean-Paul II, en tant que martyr.

## Biographie
Après avoir terminé en 1935 ses études secondaires au Collegium Marianum de Wadowice tenu par les pallottins, il entre dans leur noviciat de Suchary, puis poursuit en 1937 ses études au séminaire pallottin d'Ołtarzew, puis il retourne à Suchary; mais le séminaire est évacué à la fin de septembre 1939, lorsque la zone est occupée par l'Armée rouge, selon les accords secrets Molotov-Ribbentrop. Il retourne à Ołtarzew terminer ses études de philosophie et de théologie dans la zone occupée par la Wehrmacht. Il est ordonné prêtre à Varsovie en 1941 par Mgr Stanisław Gall, puis continue ses études de philosophie de manière clandestine dans des cours donnés en secret par des professeurs de la faculté de sociologie de Varsovie.
En même temps, il poursuit une mission pastorale clandestine auprès de l'armée secrète polonaise, sous le pseudonyme de Rudy. Au soulèvement de Varsovie de l'été 1944, il secourt les malades, soigne les blessés et donne les derniers sacrements. Il aide aussi certains à passer la Vistule. Il est fait prisonnier par les Allemands. Il meurt le 23 septembre 1944 après de longues séances de torture.
Ses restes ont été exhumés et inhumés en avril 1945 au cimetière militaire de Varsovie. Il a été béatifié à Varsovie par Jean-Paul II en 1999 parmi cent huit autres martyrs de la Seconde Guerre mondiale en Pologne. Ils sont fêtés le 23 septembre.

## Source
- (pl) Cet article est partiellement ou en totalité issu de l’article de Wikipédia en polonais intitulé « Józef Stanek » (voir la liste des auteurs).